# Liliana Venâncio
Liliana da Silva Venâncio (n. 19 septembrie 1995, la Luanda) este o handbalistă angoleză care joacă pentru clubul românesc HC Dunărea Brăila și pentru echipa națională a Angolei. Venâncio evoluează pe postul de pivot.
Handbalista a luat parte la campionatul mondial din 2015, la cel din 2019, la Jocurile Olimpice de vară din 2016 și la cele din 2020.

## Palmares
- Campionatul African:
  -  Medalie de aur: 2016, 2018, 2021

- Trofeul Carpați:
  -  Câștigătoare: 2019

- Cupa Campionilor Africii:
  -  Câștigătoare: 2015, 2017, 2018, 2019

- Cupa Cupelor Africii:
  -  Câștigătoare: 2015, 2017, 2019
  - Finalistă: 2018

- Supercupa Africii:
  -  Câștigătoare: 2015, 2017, 2018, 2019

- Liga Europeană:
  - Locul IV (Turneul Final Four): 2024

- Campionatul Angolei:
  - Câștigătoare: 2015, 2017, 2018, 2019

- Cupa Angolei:
  -  Câștigătoare: 2015
  - Finalistă: 2017

- Supercupa Angolei:
  - Finalistă: 2015, 2017, 2018

- Cupa României:
  -  Finalistă: 2024

- Supercupa României:
  -  Medalie de bronz: 2023